# Phila II
Pour les articles homonymes, voir Phila.
Phila II ou Philæ est une princesse hellénistique, fille de Séleucos Ier et de Stratonice Ire. Elle est née entre 300 et 293 av. J.-C. Entre 276 et 272, elle épouse son oncle Antigone II Gonatas et lui donne rapidement un fils, le futur Démétrios II de Macédoine. Son mariage scelle une alliance durable entre les Séleucides et les Antigonides. 